# Il pirata

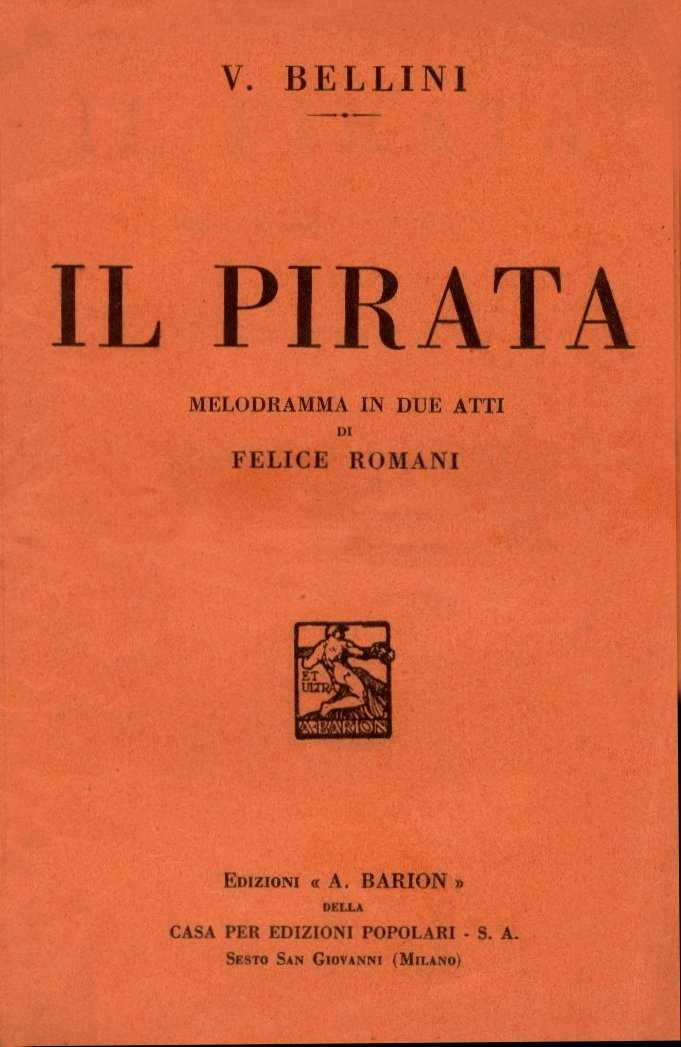

Il pirata (tiếng Việt: Tên cướp biển) là vở opera 2 màn của nhà soạn nhạc người Ý Vincenzo Bellini. Người viết lời cho tác phẩm là Felice Romani, dựa vào vở kịch mêlô 3 màn Bertram, hay là tên cướp biển của Charles Nodier và tác phẩm Raimonde của Isidore Justin Séverin Taylor. Vở kịch của Nodier lại được viết thành vở bi kịch tiếng Anh 5 màn Bertram, hay lâu đài của Charles Maturin, tác phẩm được trình diễn tại Luân Đôn vào năm 1816.
Trở lại với vở opera của Bellini. Tác phẩm này đã ảnh hưởng tới vở opera Lucia di Lammermoor của một nhà soạn nhạc Ý khác tên Gaetano Donizetti. Il pirata đã có thành công vang dội trong lần công diễn đầu tiên vào ngày 17 tháng 10 năm 1827 tại Teatro alla Scala, Milano, Ý. Nó cũng bắt đầu cho quá trình hợp tác hiệu quả giữa Bellini và Romani.